# 河内隆太郎
河内 隆太郎（かわち りゅうたろう、1971年5月21日 - ）は、長崎県を中心に活動するちんどん屋・ローカルタレントである。

## 来歴
長崎県長与町生まれ。長崎県立長崎北陽台高等学校卒業後、1浪を経て長崎大学教育学部に入学。教員志望だったが採用試験に落ちた際、頭に浮かんだ職業の「ちんどん屋」を志す。1995年に福岡県北九州市のアマチュアちんどん屋である九州若松川太郎一座に入門。翌1996年に東京の菊乃家〆丸親方に入門し、ちんどん屋の修業を積む。菊乃家の同門に浪曲曲師の沢村博喜がいる。
2000年、ちんどん屋「かわち家」を立ち上げる。長崎県を中心に店舗のプロモーション、結婚式、企業パーティーなど多方面で活躍し、全日本チンドンコンクールで4度優勝するなど、長崎県を代表するちんどん屋として知られる。2025年に25周年記念公演を開催。
またローカルタレントでありながら、テレビ長崎の専属タレントとして活動し、ウェブでもテレビ長崎のアナウンサーと同等扱いで掲載されていた。